# Holme-on-Spalding-Moor
Holme-on-Spalding-Moor – wieś w Anglii, w hrabstwie East Riding of Yorkshire. Leży 32 km na zachód od miasta Hull i 263 km na północ od Londynu. W 2001 miejscowość liczyła 2948 mieszkańców.